# Linia kolejowa Czaplinek – Jastrowie
Linia kolejowa Czaplinek – Jastrowie – rozebrana w 1945 roku normalnotorowa linia kolejowa łącząca Czaplinek z Jastrowiem.

## Historia
Linię otworzono 1 października 1908 roku, natomiast fizycznie rozebrano ją po wkroczeniu Armii Czerwonej w 1945 roku. Linia na całej swojej długości była jednotorowa o standardowym rozstawie szyn wynoszącym 1435 mm.